# 고창부안초등학교
고창부안초등학교(高敞富安初等學校)는 대한민국 전북특별자치도 고창군 부안면 오산리에 있는 공립 초등학교이다.

## 학교 연혁
- 1912년 11월 21일 사립 흥덕학당으로 개교(본교 전신, 설립자 마스토미 야스자에몬 장로)
- 1919년 4월 1일 오산사립보통학교 설립인가(오산학당)
- 1923년 6월 1일 부안공립보통학교(4년제) 설립인가
- 1936년 4월 1일 6년제 인가
- 1938년 4월 1일 부안공립심상소학교로 개칭
- 1941년 4월 1일 부안공립국민학교로 개칭
- 1981년 3월 9일 병설유치원 개원
- 1993년 3월 1일 동남분교장 통폐합
- 1994년 3월 1일 수강분교장 통폐합
- 1996년 3월 1일 부안초등학교로 개명
- 2018년 2월 9일 제94회 졸업장 수여식 (졸업생 남 10, 여 3, 계 13명, 총 졸업생 6,361명)
- 2018년 3월 1일 제30대 양희정 교장 부임
- 2018년 3월 1일 7학급 편성 (특수학급 1학급), 유치원 1학급
- 2024년 3월 1일 고창부안초등학교로 변경

## 참고 자료
- 고창부안초등학교 - 한국교육학술정보원 학교알리미